# Periandro
Periandro (Grego: Περιανδρος) (morreu em 583 a.C.) foi o segundo tirano de Corinto; filho do primeiro tirano, Cípselo.
Ele casou com Melissa, filha de Procles, tirano de Epidauro.
Um dos ditados dos gregos no século II d.C. é que havia sete homens sábios na Grécia, e Periandro era listado como um deles.